# جيوفاني فوسكو
جيوفاني فوسكو (بالإيطالية: Giovanni Fusco)‏ (و. 1906 – 1968 م) هو ملحن، وموزع (موسيقى)، وعازف بيانو، ومؤلفو موسيقى تصويرية إيطالي، ولد في سانت أغاتا دي غوتي، يستخدم آلات بيانو، توفي في روما، عن عمر يناهز 62 عاماً.

## وصلات خارجية
- جيوفاني فوسكو على موقع IMDb (الإنجليزية)
- جيوفاني فوسكو على موقع ألو سيني (الفرنسية)
- جيوفاني فوسكو على موقع ميوزك برينز (الإنجليزية)
- جيوفاني فوسكو على موقع أول موفي (الإنجليزية)
- جيوفاني فوسكو على موقع قاعدة بيانات الأفلام السويدية (السويدية)
- جيوفاني فوسكو على موقع ديسكوغز (الإنجليزية)
- جيوفاني فوسكو على موقع قاعدة بيانات الفيلم (الإنجليزية)
- جيوفاني فوسكو على موقع كينوبويسك (الروسية)